# Арутюнян, Давид (футболист)
Давид Арутюнян (арм. Դավիթ Հարությունյան; 2 августа 2007 года, Ереван) — армянский футболист, нападающий клуба «Урарту» и юношеской сборной Армении.

## Клубная карьера
Воспитанник академии «Урарту». Летом 2022 года был переведён в состав второй команды, выступающей в Первой лиге. Дебютировал 4 августа в возрасте 15 лет и 2 дней в матче против «Сюника», заменив на 77-й минуте Артура Исраэляна и отдав голевую передачу. Первый гол забил 30 августа в ворота «Арарата-2». 4 ноября 2023 года оформил первый в карьере дубль, увеличив счёт в игре с «Онором». Впервые в заявку первой команды попал 22 февраля 2024 года на матч против «Ноа». Дебютировал 2 марта в встрече с «Шираком», заменив на 56-й минуте Геворга Тарахчяна. Впервые в старте вышел 24 мая на последний матч сезона против «Арарата». В еврокубках дебютировал 11 июля в матче первого квалификационного раунда Лиги конференций против таллинского «Калева», став самым молодым футболистом в истории «Урарту», участвовавшим в еврокубках.

## Карьера в сборной
В составе сборной до 15 лет принял участие в Турнире развития УЕФА 2022, на котором армяне заняли второе место. На следующий год в составе сборной до 16 лет одержал победу в турнире. За сборную до 17 лет дебютировал 20 октября 2022 года в матче квалификации к Евро 2024 против сборной Ирландии. Первыми результативными действиями отличился 26 октября в игре со сборной Беларуси, забив гол и отдав голевой пас. 14 октября 2023 года на матч против сборной Швейцарии впервые вывел команду в качестве капитана. За сборную до 19 лет дебютировал 6 июня в товарищеском матче против сборной Ливана.

## Стиль игры
Считается одним из самых талантливых подростков в армянском футболе. В Арутюняне отличают креативность, ловкость и дриблинг. Умеет тащить мяч, активно использует хороший пас. Лучше всего выступает в амплуа второго нападающего, использующего свободно пространство во всей чужой трети.

## Достижения
«Урарту»
- Финалист Кубка Армении: 2024